# Ружич, Йован
Йо́ван Ру́жич (серб. Јован Ружић / Jovan Ružić; 12 декабря 1898, Белград, Сербия — 25 сентября 1973, Белград, СФРЮ) — югославский сербский футболист, защитник, полузащитник, нападающий. Первый серб, игравший в составе сборной Югославии (Королевства СХС). Участник Олимпиады 1920 года.

## Карьера

### Клубная
Футболом начал заниматься в 1911 год в белградском клубе «Српски мач», в следующем, 1912 году продолжил занятия в белградской «Славия», а в 1913 году стал одним из основателей и первых игроков белградского клуба «Велика Сербия», в составе которого в возрасте 15 лет сыграл свой первый официальный матч. Зимой 1915-1916 годов, из-за неудачного для Сербии хода войны, вместе с отступавшей сербской армией пересёк границу Албании, откуда затем перебрался во Францию, где продолжил заниматься футболом. В 1916 году сначала играл за команду города Сент-Этьен, затем перешёл в клуб «Ницца», а с 1917 по 1919 год, когда изучал право в качестве студента в Париже, выступал за местный клуб АСФ, в итоге став первым в истории сербским футболистом, игравшим в основном составе французских клубов. Йован пользовался большой популярностью у болельщиков во Франции, а благодаря своему очень сильному удару, получил в прессе прозвище «Пушечное ядро» (фр. Boulet de canon). В 1919 году вернулся на родину, где продолжил выступать за к тому времени уже сменивший название на «Югославию» свой старый клуб, в составе которого в этот период сыграл 120 матчей и стал, в составе команды, один раз чемпионом Королевства СХС в 1924 году, после чего завершил карьеру игрока, за время которой успел поиграть на всех футбольных позициях, за исключением вратаря. Помимо этого, провёл 5 матчей за сборную Белграда.

### В сборной
В составе главной национальной сборной Королевства СХС дебютировал 28 августа 1920 года, в матче против сборной Чехословакии на Олимпиаде 1920 года, эту встречу его команда проиграла со счётом 0:7, а последний раз сыграл  в следующем, «утешительном» матче на этой Олимпиаде, 2 сентября против сборной Египта, тогда же забил и свой единственный гол за сборную, ставший вторым в её истории, однако, этот матч тоже был проигран, на этот раз со счётом 2:4. Помимо этого, Йован стал первым сербом, игравшим в составе сборной Югославии (Королевства СХС), поскольку кроме него на поле в первом в истории сборной матче вышли 9 хорватов и 1 словенец.

## После карьеры
Ещё до завершения карьеры игрока с 1921 года Ружич работал футбольным арбитром, после завершения карьеры игрока продолжил работать рефери, всего отсудив около 950 игр. Работал и функционером. В 1925 году окончил юридический факультет Белградского университета.
Умер Йован Ружич на 75-м году жизни 25 сентября 1973 года в Белграде.

## Достижения

### Командные
Чемпион Королевства СХС: (1)
- 1924